# Roquefeuil (Aude)
Pour les articles homonymes, voir Roquefeuil.
Roquefeuil  (en occitan Ròcafuèlh) est une commune française, située dans le sud-ouest du département de l’Aude en région Occitanie,.
Sur le plan historique et culturel, la commune fait partie du Pays de Sault, un plateau situé entre 990 et 1310 mètres d'altitude fortement boisé. Exposée à un climat océanique altéré, aucun cours d'eau permanent n'est répertorié sur la communedivers petits cours d'eau. La commune possède un patrimoine naturel remarquable : un site Natura 2000 (le « pays de Sault ») et quatre zones naturelles d'intérêt écologique, faunistique et floristique.
Roquefeuil est une commune rurale qui compte 285 habitants en 2022, après avoir connu un pic de population de 1 081 habitants en 1836. Ses habitants sont appelés les Roquefeuillois ou  Roquefeuilloises.
Le patrimoine architectural de la commune comprend un immeuble protégé au titre des monuments historiques : l'église Saint-Étienne, inscrite en 1952.

## Géographie
Commune des Pyrénées située dans le pays de Sault sur l’ancienne route nationale 613 entre Quillan et Ax-les-Thermes. Elle est limitrophe du département de l'Ariège.

### Communes limitrophes
Les communes limitrophes sont  Belcaire, Bélesta, Espezel, Fougax-et-Barrineuf, Niort-de-Sault, Puivert et Rivel.
| Bélesta (Ariège), Fougax-et-Barrineuf (Ariège, sur 20 m) | Rivel          | Puivert (par un quadripoint) |
| Belcaire                                                 | Roquefeuil     | Espezel                      |
|                                                          | Niort-de-Sault |                              |

### Climat
Pour des articles plus généraux, voir Climat de l'Occitanie et Climat de l'Aude.
En 2010, le climat de la commune est de type climat océanique altéré, selon une étude s'appuyant sur une série de données couvrant la période 1971-2000. En 2020, Météo-France publie une typologie des climats de la France métropolitaine dans laquelle la commune est exposée à un climat de montagne ou de marges de montagne et est dans une zone de transition entre les régions climatiques « Pyrénées orientales » et « Pyrénées centrales ».
Pour la période 1971-2000, la température annuelle moyenne est de 9,9 °C, avec une amplitude thermique annuelle de 15,2 °C. Le cumul annuel moyen de précipitations est de 982 mm, avec 9,6 jours de précipitations en janvier et 6,7 jours en juillet. Pour la période 1991-2020, la température moyenne annuelle observée sur la station météorologique la plus proche, située sur la commune de Belcaire à 3 km à vol d'oiseau, est de 9,8 °C et le cumul annuel moyen de précipitations est de 1 032,4 mm,. Pour l'avenir, les paramètres climatiques de la commune estimés pour 2050 selon différents scénarios d'émission de gaz à effet de serre sont consultables sur un site dédié publié par Météo-France en novembre 2022.

### Milieux naturels et biodiversité

#### Réseau Natura 2000

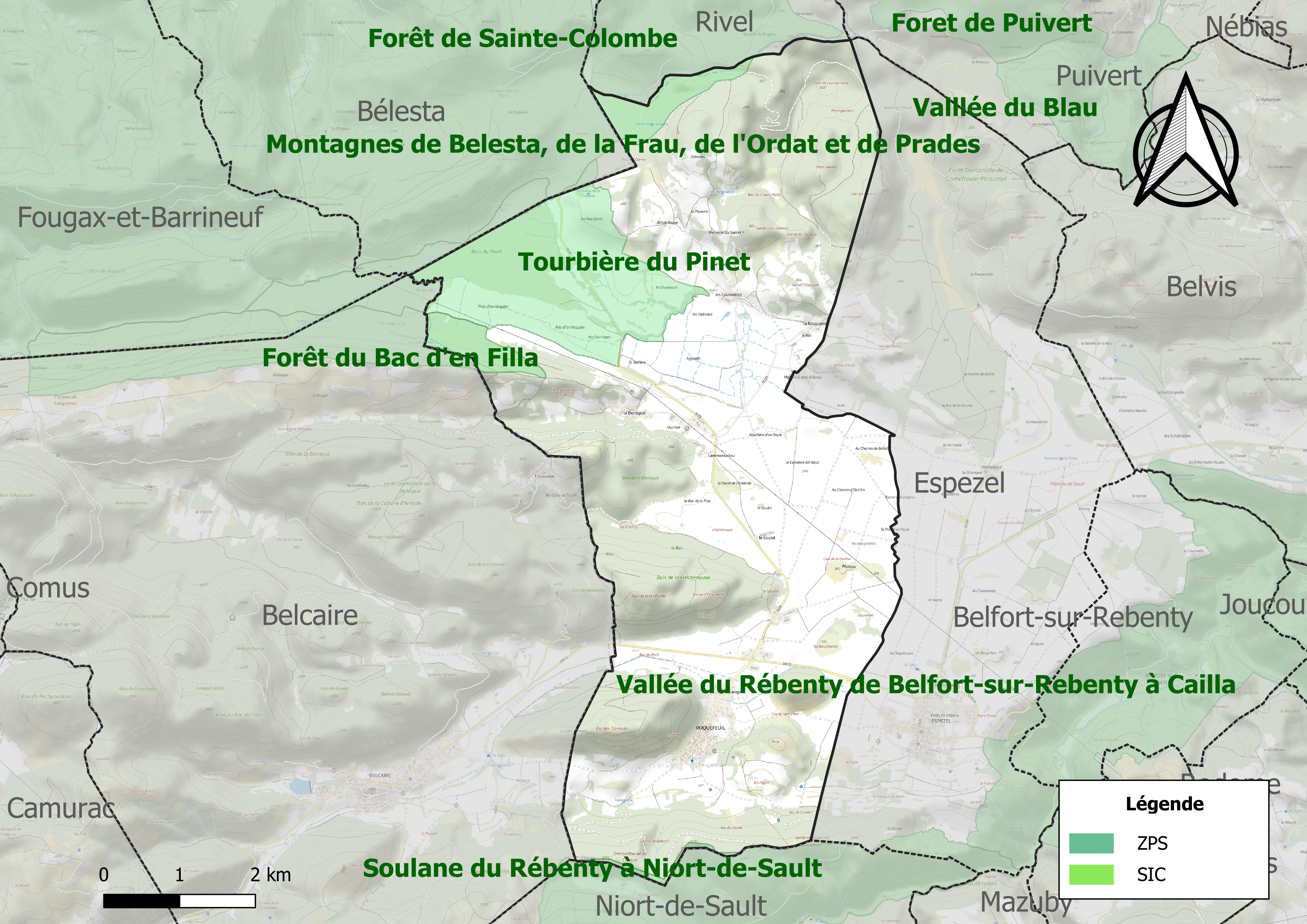
Sites Natura 2000 sur le territoire communal.

Le réseau Natura 2000 est un réseau écologique européen de sites naturels d'intérêt écologique élaboré à partir des directives habitats et oiseaux, constitué de zones spéciales de conservation (ZSC) et de zones de protection spéciale (ZPS).
Un site Natura 2000 a été défini sur la commune au titre  de la directive oiseaux : le « pays de Sault », d'une superficie de 71 499 ha, présentant une grande diversité d'habitats pour les oiseaux. On y rencontre donc aussi bien les diverses espèces de rapaces rupestres, en particulier les vautours dont les populations sont en augmentation, que les passereaux des milieux ouverts (bruant ortolan, alouette lulu) et des espèces forestières comme le pic noir.

#### Zones naturelles d'intérêt écologique, faunistique et floristique
L’inventaire des zones naturelles d'intérêt écologique, faunistique et floristique (ZNIEFF) a pour objectif de réaliser une couverture des zones les plus intéressantes sur le plan écologique, essentiellement dans la perspective d’améliorer la connaissance du patrimoine naturel national et de fournir aux différents décideurs un outil d’aide à la prise en compte de l’environnement dans l’aménagement du territoire.
Trois ZNIEFF de type 1 sont recensées sur la commune :
- la « forêt de Sainte-Colombe » (390 ha), couvrant 2 communes du département[12] ;
- la « forêt du Bac d'en Filla » (240 ha), couvrant 3 communes dont 1 dans l'Ariège et 2 dans l'Aude[13] ;
- la « tourbière du Pinet » (341 ha), couvrant 4 communes dont 2 dans l'Ariège et 2 dans l'Aude[14] ;

et une ZNIEFF de type 2, : 
le « grand plateau de Sault » (17 962 ha), couvrant 21 communes dont 3 dans l'Ariège et 18 dans l'Aude.

Carte des ZNIEFF de type 1 et 2 à Roquefeuil.
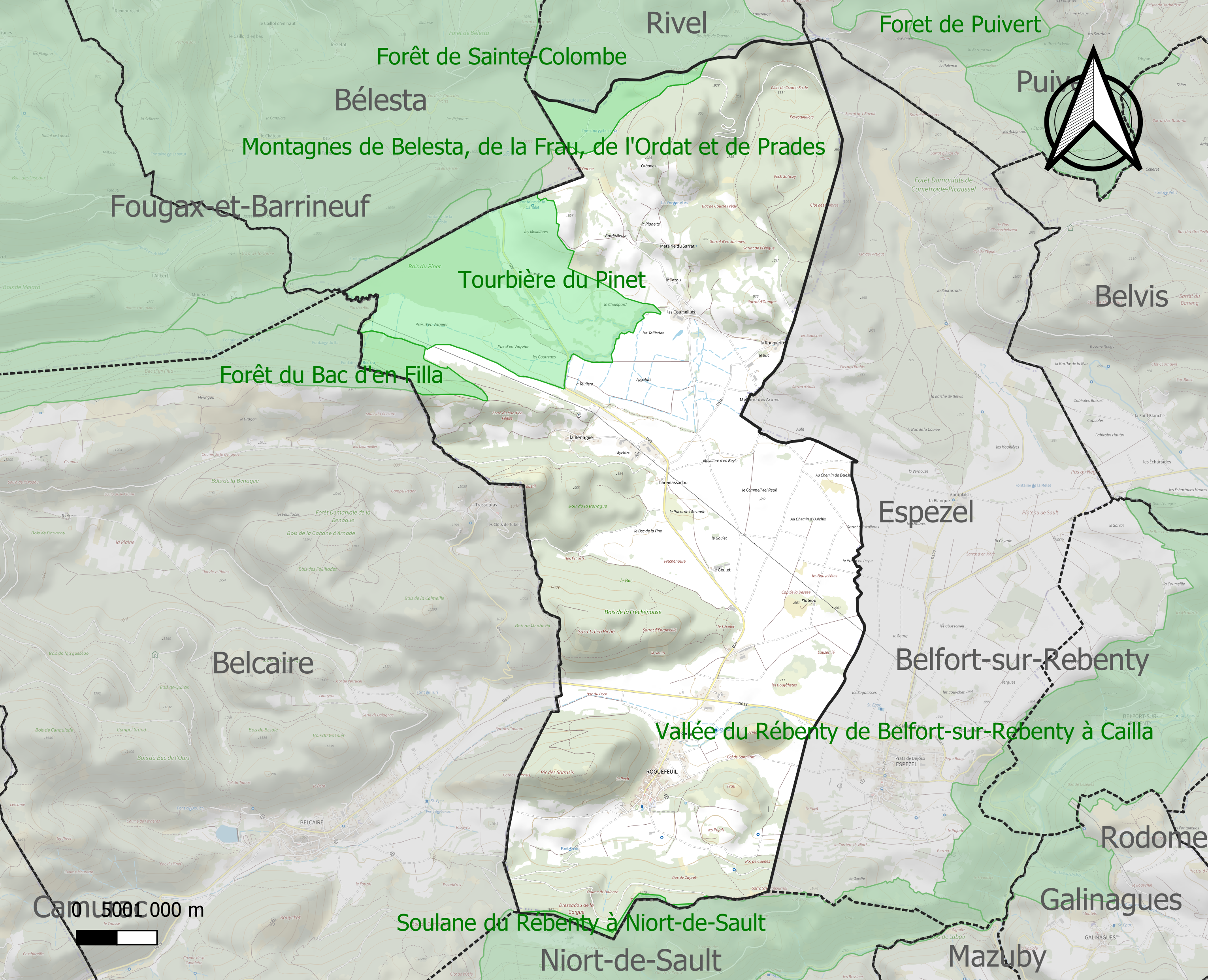
Carte des ZNIEFF de type 1 sur la commune.
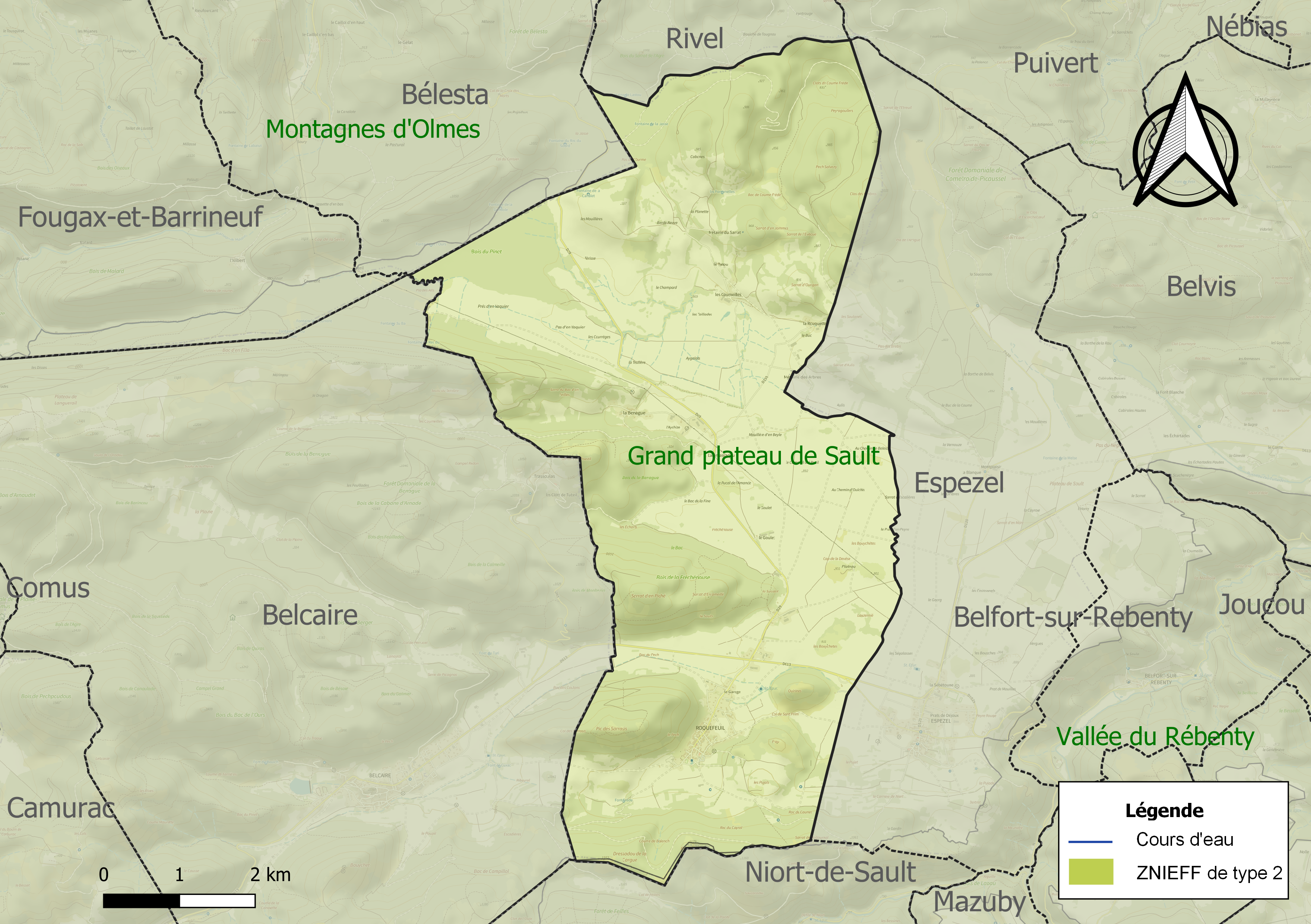
Carte de la ZNIEFF de type 2 sur la commune.

## Urbanisme
Outre le bourg centre, le village comprend le hameau de La Benague et de nombreux écarts: l'Aremassadou (où se trouvait autrefois une école), l'Aychize, le Buc, la Rouquette, les Coumeilles (avec une école abandonnée aussi), le Tatou, le Sarrat. La métairie des Arbres se trouve sur la commune d'Espezel.

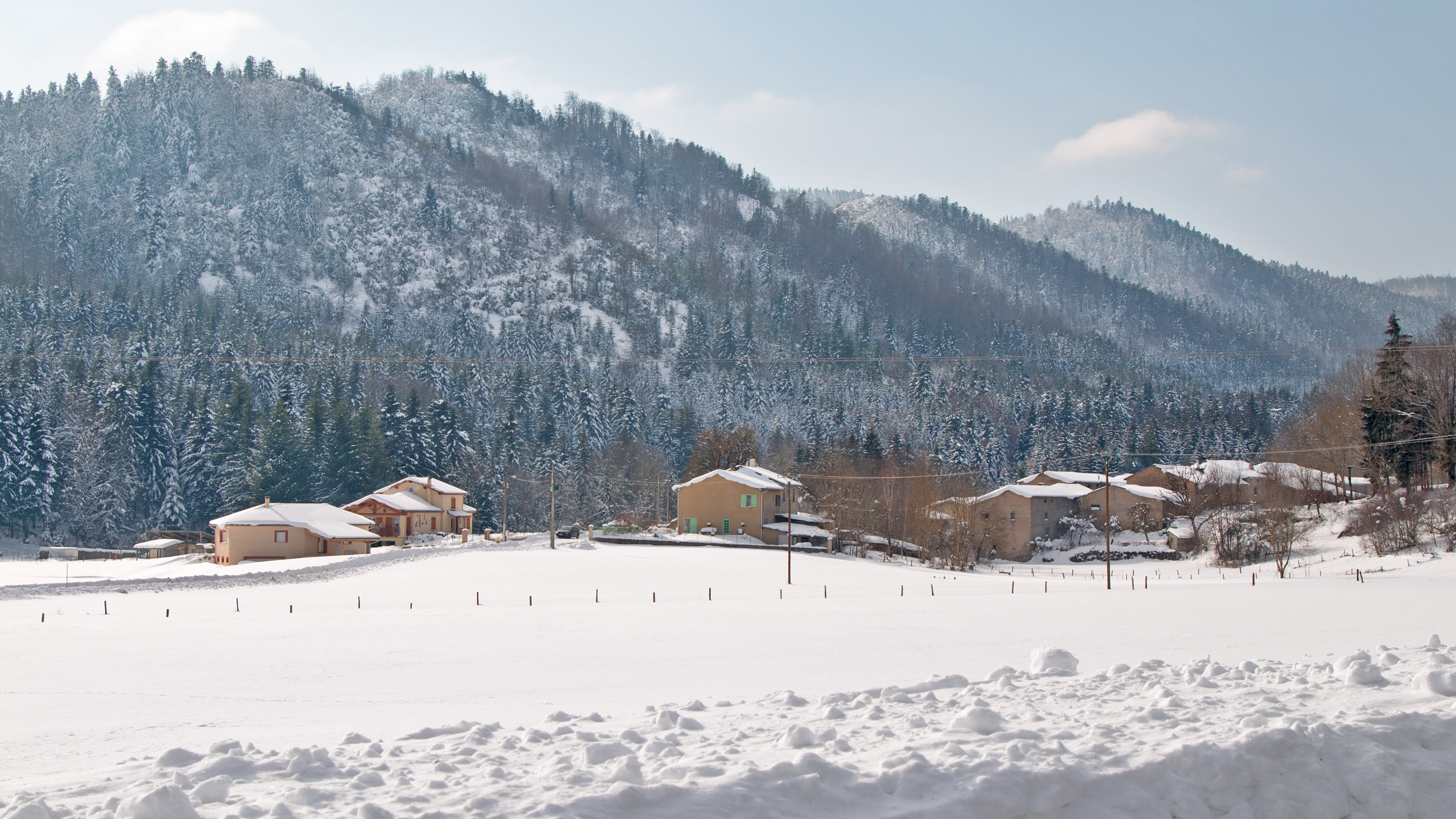
Le hameau de la Benague.
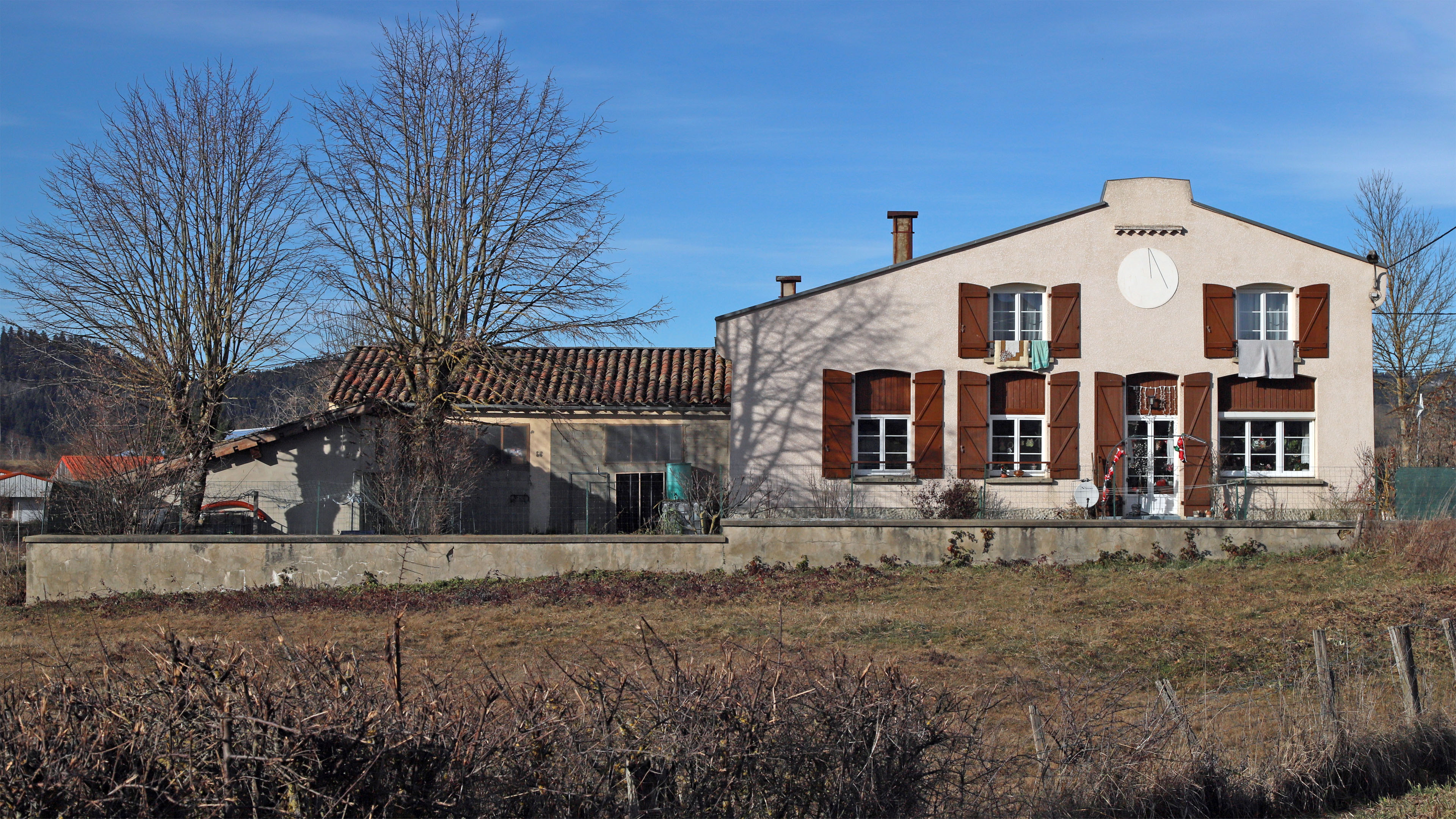
L'ancienne école de l'Arémassadou.
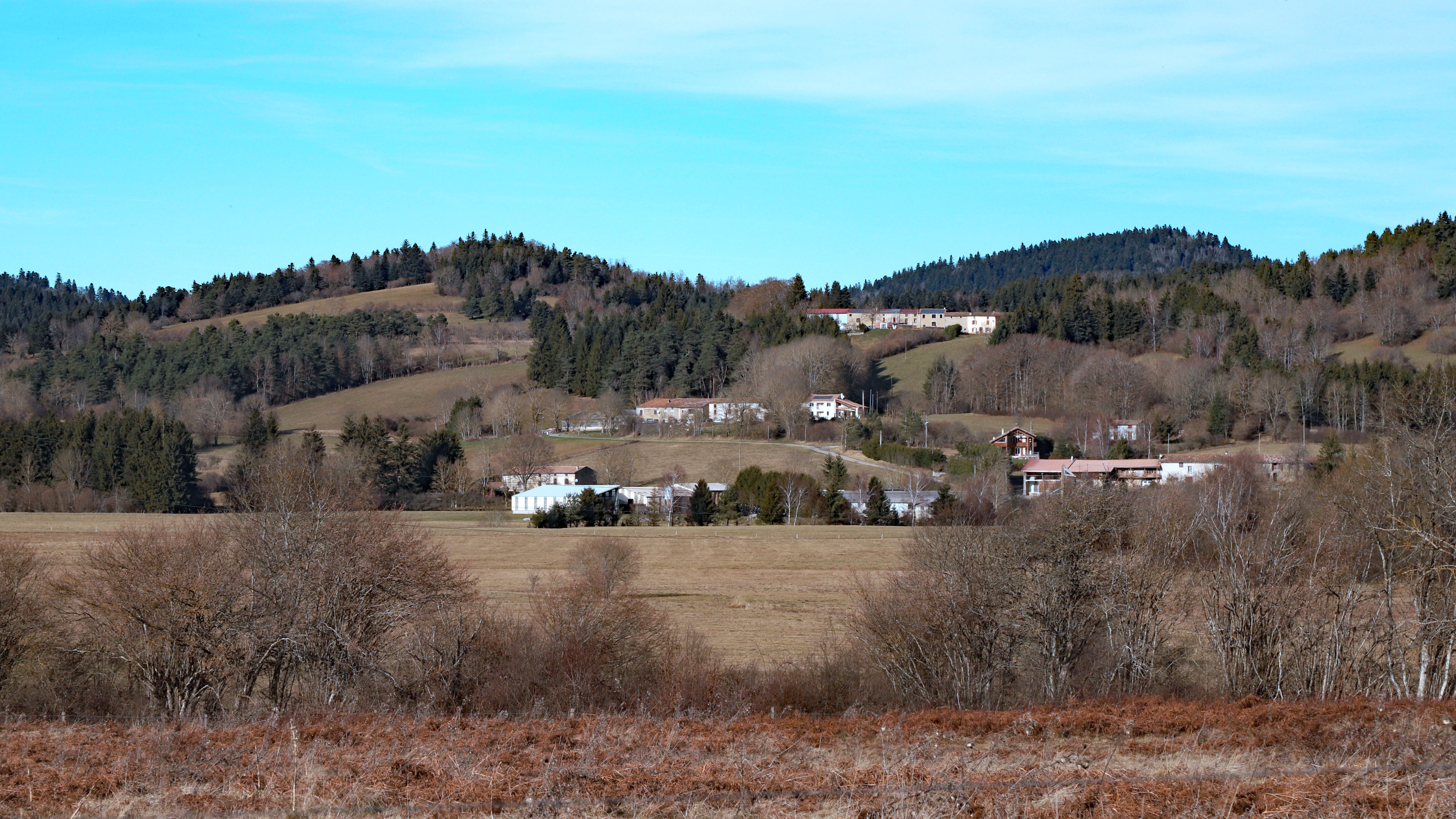
Les écarts de Roquefeuil: le Sarrat, le Tatou, les Escoumeilles.

### Typologie
Au 1er janvier 2024, Roquefeuil est catégorisée commune rurale à habitat très dispersé, selon la nouvelle grille communale de densité à 7 niveaux définie par l'Insee en 2022.
Elle est située hors unité urbaine et hors attraction des villes,.

### Occupation des sols
L'occupation des sols de la commune, telle qu'elle ressort de la base de données européenne d’occupation biophysique des sols Corine Land Cover (CLC), est marquée par l'importance des forêts et milieux semi-naturels (55,8 % en 2018), en augmentation par rapport à 1990 (42,3 %). La répartition détaillée en 2018 est la suivante : 
forêts (38,6 %), prairies (22,7 %), milieux à végétation arbustive et/ou herbacée (17,3 %), terres arables (12 %), zones agricoles hétérogènes (9,4 %). L'évolution de l’occupation des sols de la commune et de ses infrastructures peut être observée sur les différentes représentations cartographiques du territoire : la carte de Cassini (XVIIIe siècle), la carte d'état-major (1820-1866) et les cartes ou photos aériennes de l'IGN pour la période actuelle (1950 à aujourd'hui).

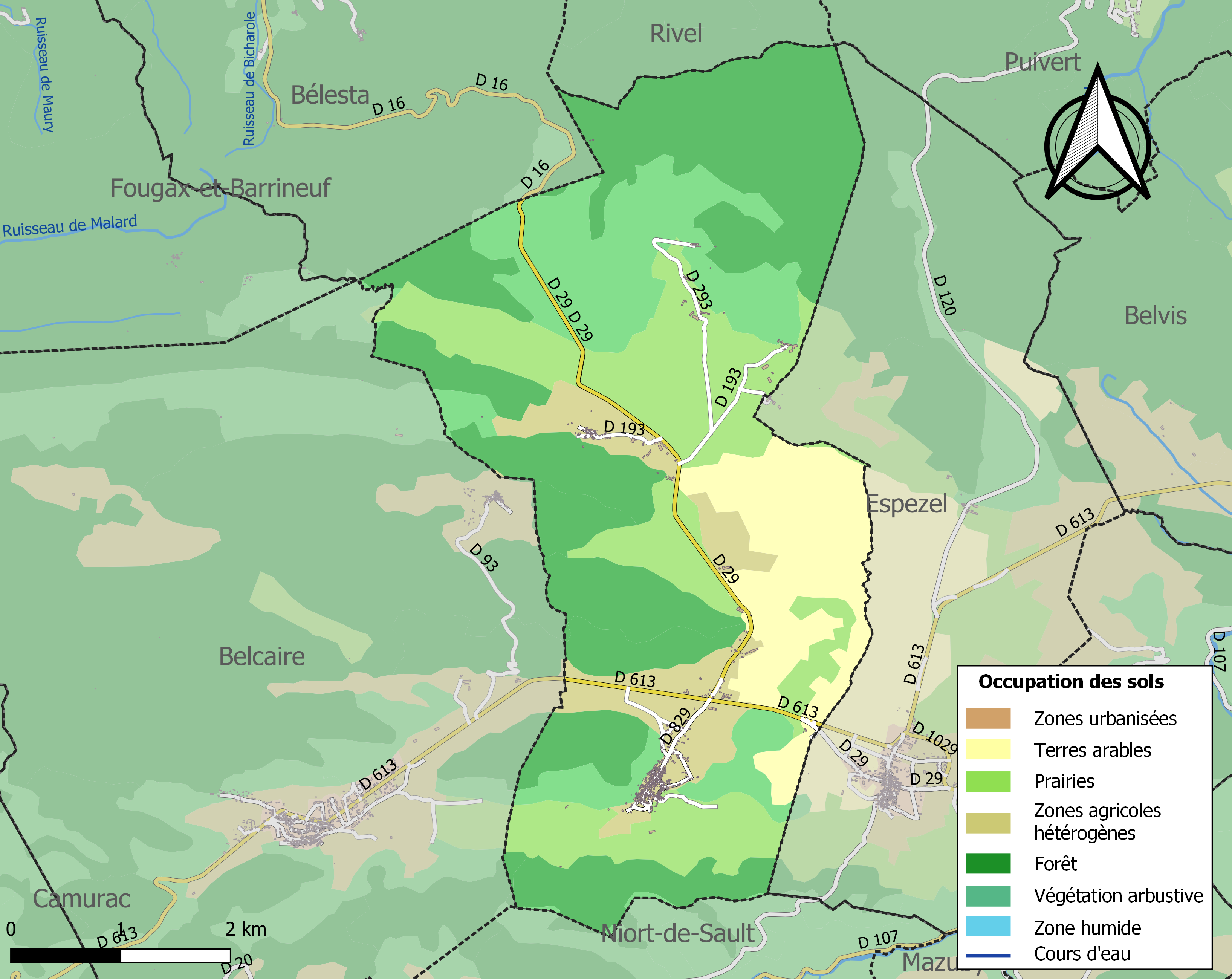
Carte des infrastructures et de l'occupation des sols de la commune en 2018 (CLC).

### Risques majeurs
Le territoire de la commune de Roquefeuil est vulnérable à différents aléas naturels : météorologiques (tempête, orage, neige, grand froid, canicule ou sécheresse), inondations et séisme (sismicité modérée). Un site publié par le BRGM permet d'évaluer simplement et rapidement les risques d'un bien localisé soit par son adresse soit par le numéro de sa parcelle.
Certaines parties du territoire communal sont susceptibles d’être affectées par le risque d’inondation par débordement de cours d'eau, notamment le ruisseau de Glandes. La commune a été reconnue en état de catastrophe naturelle au titre des dommages causés par les inondations et coulées de boue survenues en 1982, 1992, 2009 et 2018,.

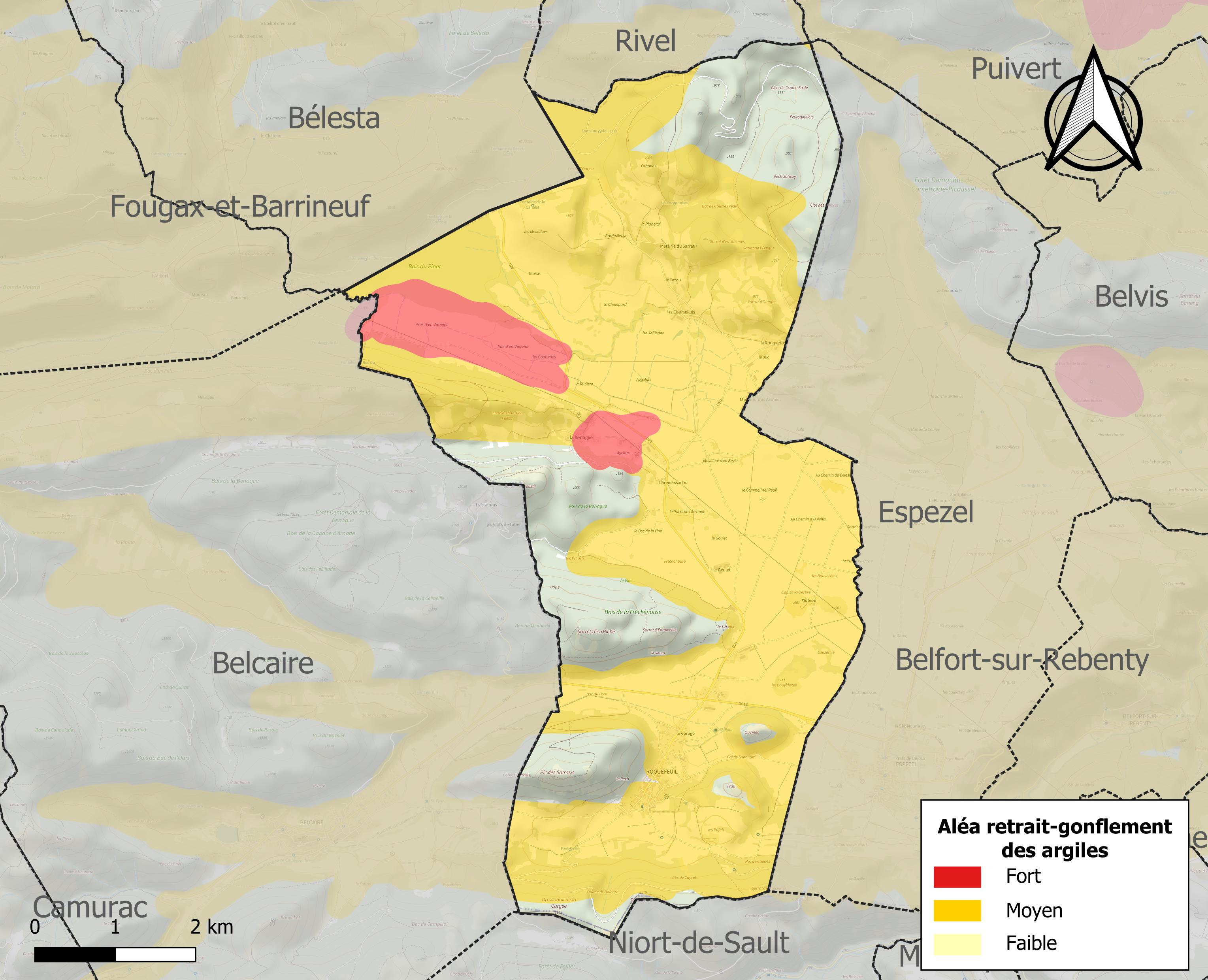
Carte des zones d'aléa retrait-gonflement des sols argileux de Roquefeuil.

Le retrait-gonflement des sols argileux est susceptible d'engendrer des dommages importants aux bâtiments en cas d’alternance de périodes de sécheresse et de pluie. 78,5 % de la superficie communale est en aléa moyen ou fort (75,2 % au niveau départemental et 48,5 % au niveau national). Sur les 305 bâtiments dénombrés sur la commune en 2019, 293 sont en aléa moyen ou fort, soit 96 %, à comparer aux 94 % au niveau départemental et 54 % au niveau national. Une cartographie de l'exposition du territoire national au retrait gonflement des sols argileux est disponible sur le site du BRGM,.

## Histoire
Au XIIIe siècle, le château perché de Rocafolium appartenait à la famille d'Aniort et devint forteresse royale après la croisade albigeoise. Le village actuel fut fondé dans la plaine et mérita le titre de bourg par l'importance de sa population (plus de 1 000 habitants avant la Révolution) et la richesse de son terroir  parsemé d'écarts et métairies[réf. incomplète].
Le village avait été construit selon les modèles de défense les plus modernes aux XIe et XIIe siècles[réf. nécessaire].
Après la croisade contre les Albigeois, il fut réduit à un amas de ruines et donnée à un seigneur français. Celui-ci fit construire une bastide et lui donna le nom de Bastide de Rochan[réf. nécessaire].
En 1635, lors d’incursions espagnoles, la bastide fut détruite[réf. nécessaire].

### Toponymie
Roquefeuil est un toponyme de formation romane dont on trouve les formes suivantes : 
- Rocafolium, mentionné en 1241, du latin folium, feuille, avec le sens d'arbres (Albert Dauzat) ;
- Roca Folio, mentionné en 1252 ;
- Rocquefuel en 1571. (Auguste Vincent).

## Politique et administration
| Période                                  | Période  | Identité                 | Étiquette          | Qualité |
| ---------------------------------------- | -------- | ------------------------ | ------------------ | ------- |
| 1906                                     | 1912     | Bédeil                   | Radical socialiste |         |
| avant 1995                               | ?        | Jean-Pierre Loubeyre     | PS                 |         |
| Mars 2001                                | 2006     | Roger Toustou (d)        | PS                 |         |
| Juin 2006                                | En cours | Jean-Pierre Esposito (d) | PS puis DVG        |         |
| Les données manquantes sont à compléter. |          |                          |                    |         |

## Démographie
| 1793 | 1800 | 1806 | 1821  | 1831  | 1836  | 1841  | 1846  | 1851  |
| ---- | ---- | ---- | ----- | ----- | ----- | ----- | ----- | ----- |
| 855  | 853  | 949  | 1 039 | 1 061 | 1 081 | 1 071 | 1 021 | 1 038 |

| 1856 | 1861 | 1866 | 1872 | 1876 | 1881 | 1886 | 1891 | 1896 |
| ---- | ---- | ---- | ---- | ---- | ---- | ---- | ---- | ---- |
| 918  | 905  | 959  | 970  | 930  | 901  | 941  | 880  | 860  |

| 1901 | 1906 | 1911 | 1921 | 1926 | 1931 | 1936 | 1946 | 1954 |
| ---- | ---- | ---- | ---- | ---- | ---- | ---- | ---- | ---- |
| 834  | 817  | 812  | 653  | 625  | 605  | 587  | 506  | 474  |

| 1962 | 1968 | 1975 | 1982 | 1990 | 1999 | 2006 | 2011 | 2016 |
| ---- | ---- | ---- | ---- | ---- | ---- | ---- | ---- | ---- |
| 378  | 355  | 304  | 278  | 262  | 277  | 273  | 279  | 286  |

| 2021 | 2022 | - | - | - | - | - | - | - |
| ---- | ---- | - | - | - | - | - | - | - |
| 288  | 285  | - | - | - | - | - | - | - |

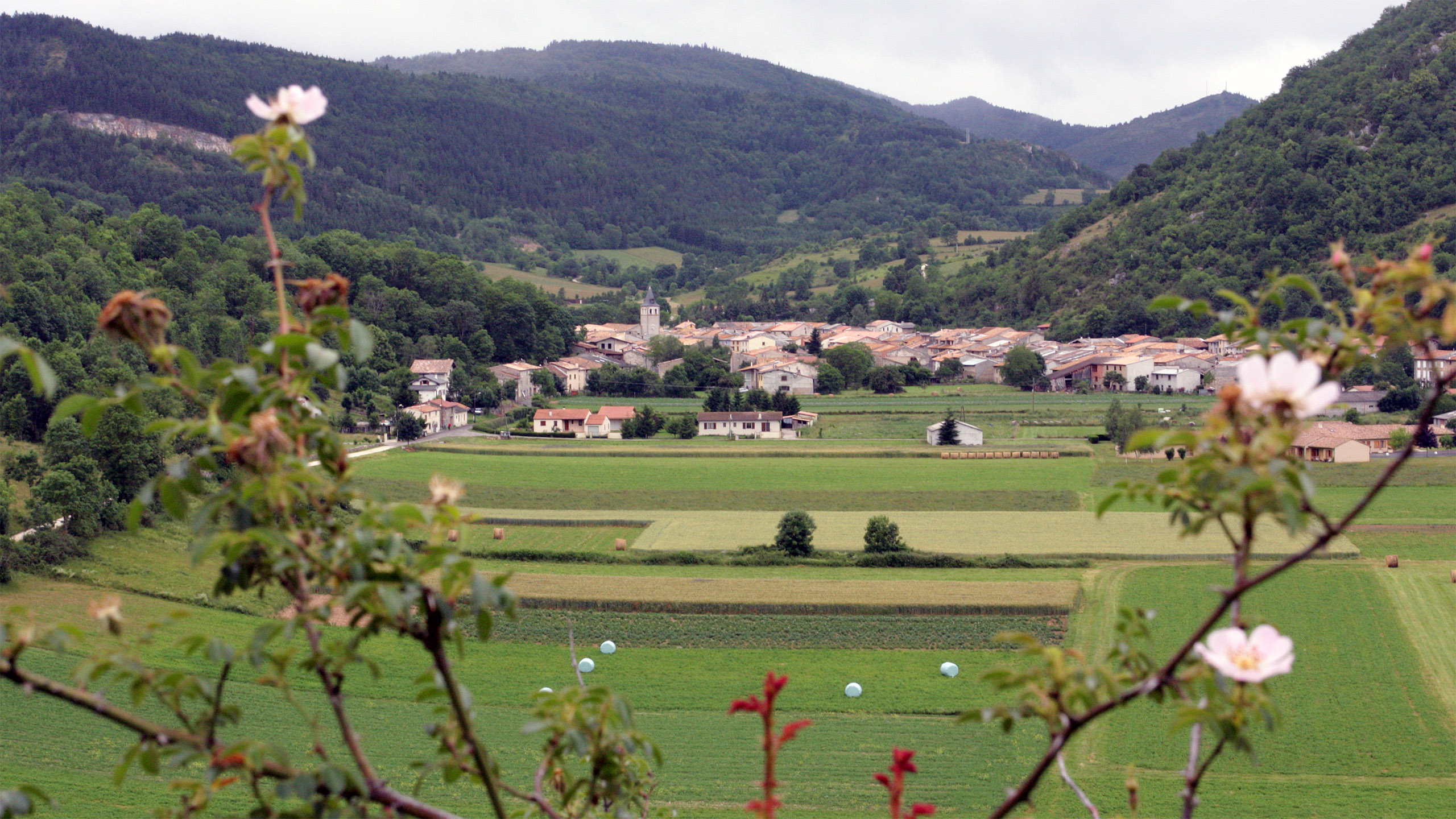
Roquefeuil vu depuis Quirines.
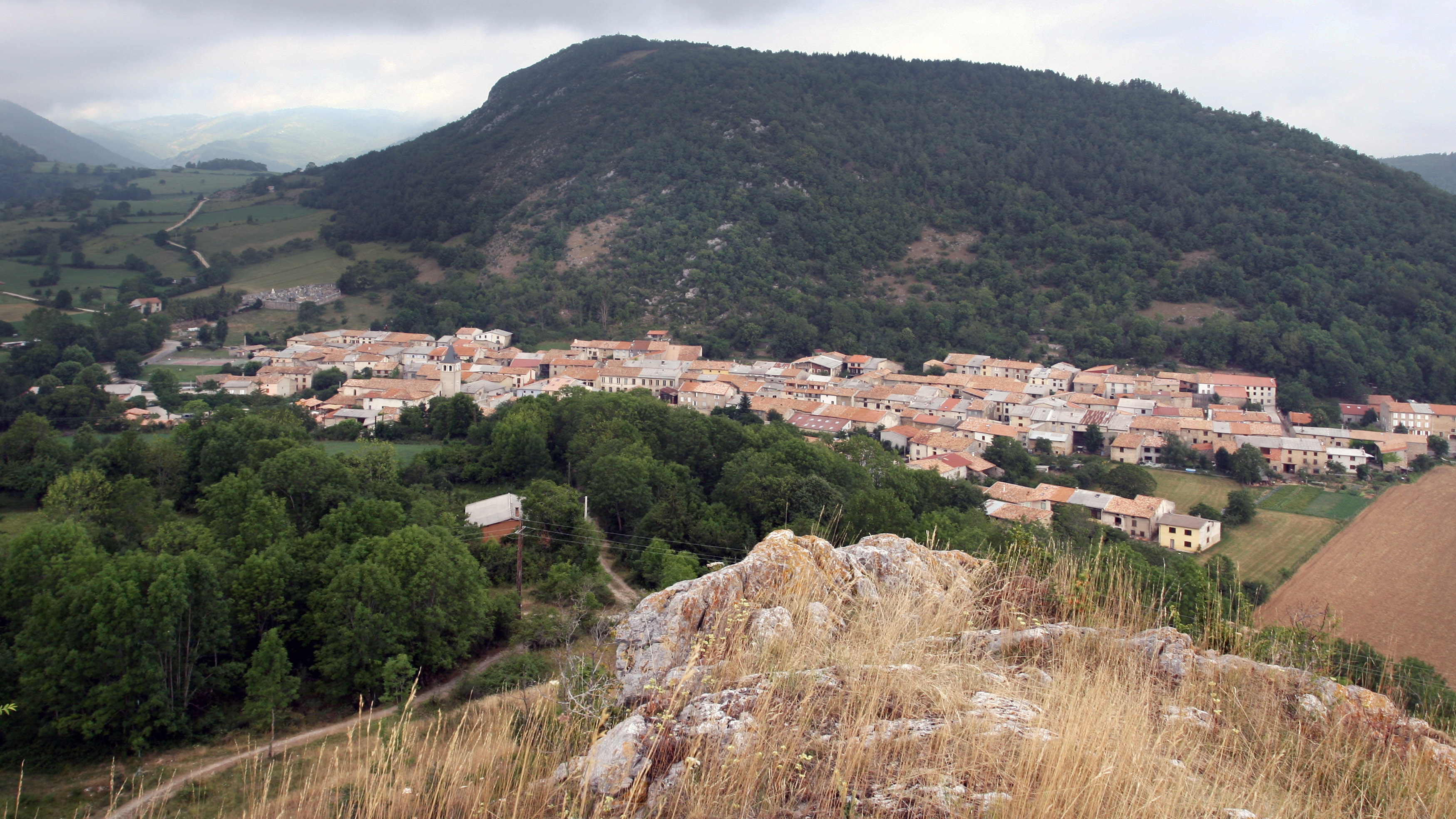
Le village vu du château.
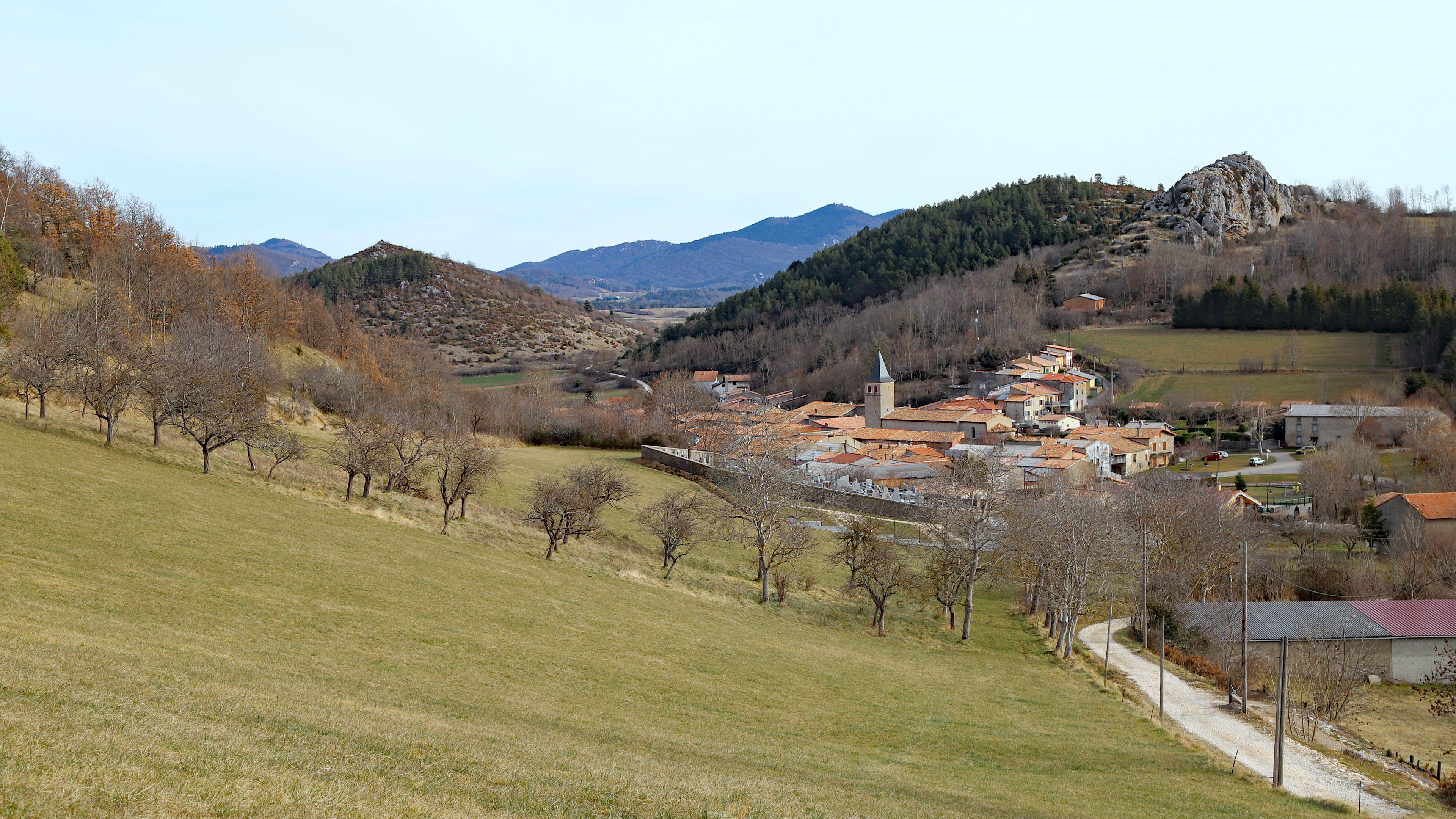
Vue depuis le vieux chemin de Belcaire.

## Économie

### Revenus
En 2018  (données Insee publiées en septembre 2021), la commune compte 128 ménages fiscaux, regroupant 249 personnes. La médiane du revenu disponible par unité de consommation est de 17 450 € (19 240 € dans le département).

### Emploi
| Division       | 2008   | 2013   | 2018   |
| -------------- | ------ | ------ | ------ |
| Commune        | 4,4 %  | 6,7 %  | 3,4 %  |
| Département    | 10,2 % | 12,8 % | 12,6 % |
| France entière | 8,3 %  | 10 %   | 10 %   |

En 2018, la population âgée de 15 à 64 ans s'élève à 153 personnes, parmi lesquelles on compte 67,1 % d'actifs (63,7 % ayant un emploi et 3,4 % de chômeurs) et 32,9 % d'inactifs,. Depuis 2008, le taux de chômage communal (au sens du recensement) des 15-64 ans est inférieur à celui de la France et du département.
La commune est hors attraction des villes,. Elle compte 90 emplois en 2018, contre 94 en 2013 et 63 en 2008. Le nombre d'actifs ayant un emploi résidant dans la commune est de 99, soit un indicateur de concentration d'emploi de 91 % et un taux d'activité parmi les 15 ans ou plus de 40,8 %.
Sur ces 99 actifs de 15 ans ou plus ayant un emploi, 50 travaillent dans la commune, soit 51 % des habitants. Pour se rendre au travail, 83,4 % des habitants utilisent un véhicule personnel ou de fonction à quatre roues, 1 % les transports en commun, 6,3 % s'y rendent en deux-roues, à vélo ou à pied et 9,3 % n'ont pas besoin de transport (travail au domicile).

### Activités hors agriculture
31 établissements sont implantés  à Roquefeuil au 31 décembre 2019. Le tableau ci-dessous en détaille le nombre par secteur d'activité et compare les ratios avec ceux du département,.
| Secteur d'activité                                                                                        | Commune | Commune | Département |
| Secteur d'activité                                                                                        | Nombre  | %       | %           |
| --- | ------- | ------- | ----------- |
| Ensemble                                                                                                  | 31      |         |             |
| Industrie manufacturière, industries extractives et autres                                                | 11      | 35,5 %  | (8,8 %)     |
| Construction                                                                                              | 3       | 9,7 %   | (14 %)      |
| Commerce de gros et de détail, transports, hébergement et restauration                                    | 8       | 25,8 %  | (32,3 %)    |
| Activités spécialisées, scientifiques et techniques et activités de services administratifs et de soutien | 5       | 16,1 %  | (13,3 %)    |
| Administration publique, enseignement, santé humaine et action sociale                                    | 2       | 6,5 %   | (13,2 %)    |
| Autres activités de services                                                                              | 2       | 6,5 %   | (8,8 %)     |

Le secteur de l'industrie manufacturière, des industries extractives et autres est prépondérant sur la commune puisqu'il représente 35,5 % du nombre total d'établissements de la commune (11 sur les 31 entreprises implantées  à Roquefeuil), contre 8,8 % au niveau départemental.

### Agriculture
La commune est dans le Pays de Sault, une petite région agricole occupant le sud-ouest du département de l'Aude, également dénommée localement « Pyrénées centrales et pays de Sault ». En 2020, l'orientation technico-économique de l'agriculture  sur la commune est la polyculture et/ou le polyélevage.
|               | 1988 | 2000 | 2010 | 2020 |
| ------------- | ---- | ---- | ---- | ---- |
| Exploitations | 35   | 24   | 18   | 11   |
| SAU (ha)      | 750  | 735  | 899  | 879  |

Le nombre d'exploitations agricoles en activité et ayant leur siège dans la commune est passé de 35 lors du recensement agricole de 1988  à 24 en 2000 puis à 18 en 2010 et enfin à 11 en 2020, soit une baisse de 69 % en 32 ans. Le même mouvement est observé à l'échelle du département qui a perdu pendant cette période 60 % de ses exploitations,. La surface agricole utilisée sur la commune a quant à elle augmenté, passant de 750 ha en 1988 à 879 ha en 2020. Parallèlement la surface agricole utilisée moyenne par exploitation a augmenté, passant de 21 à 80 ha.

## Culture locale et patrimoine

### Lieux et monuments
- Vestiges du château médiéval.

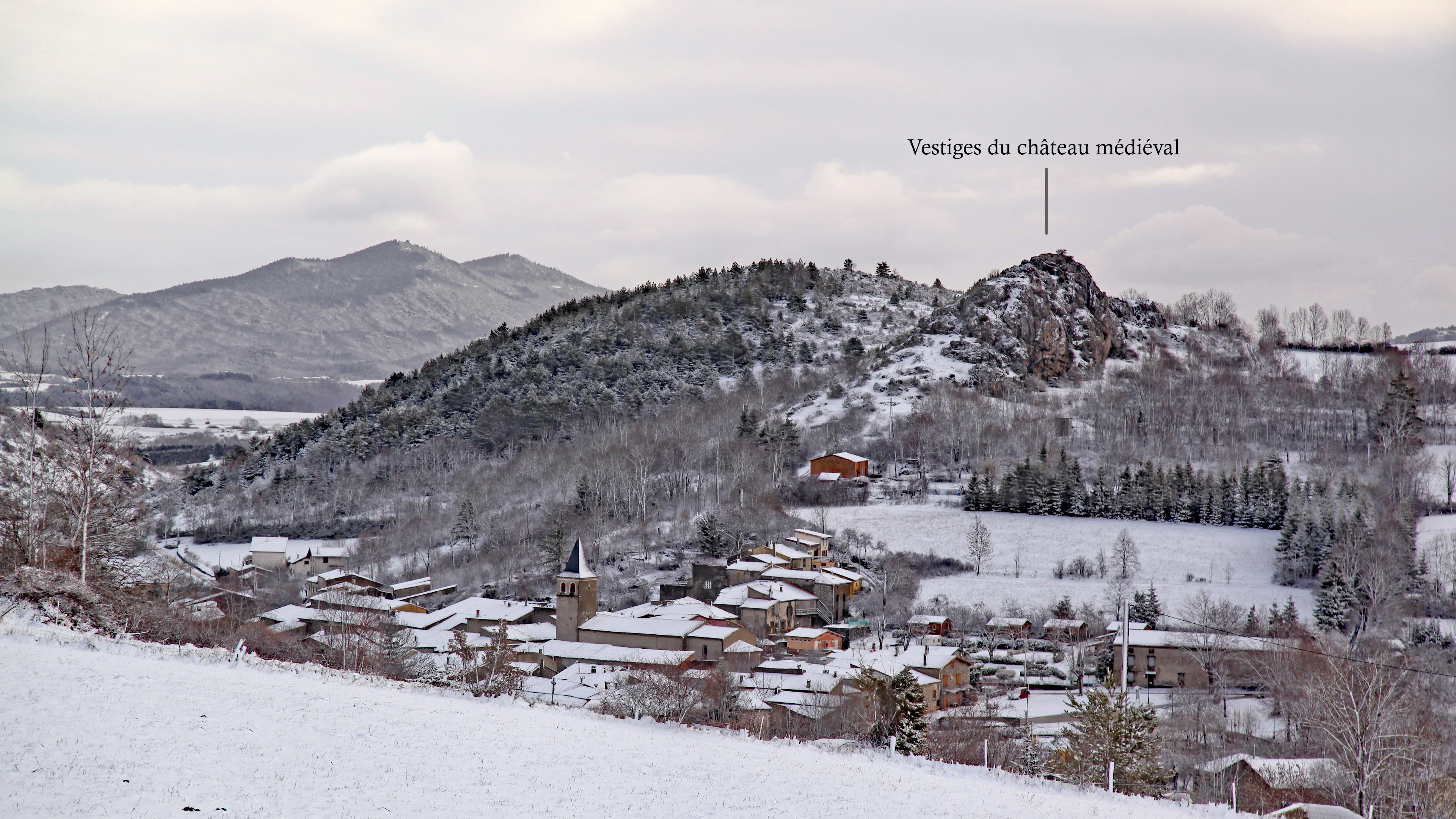
Site du château.
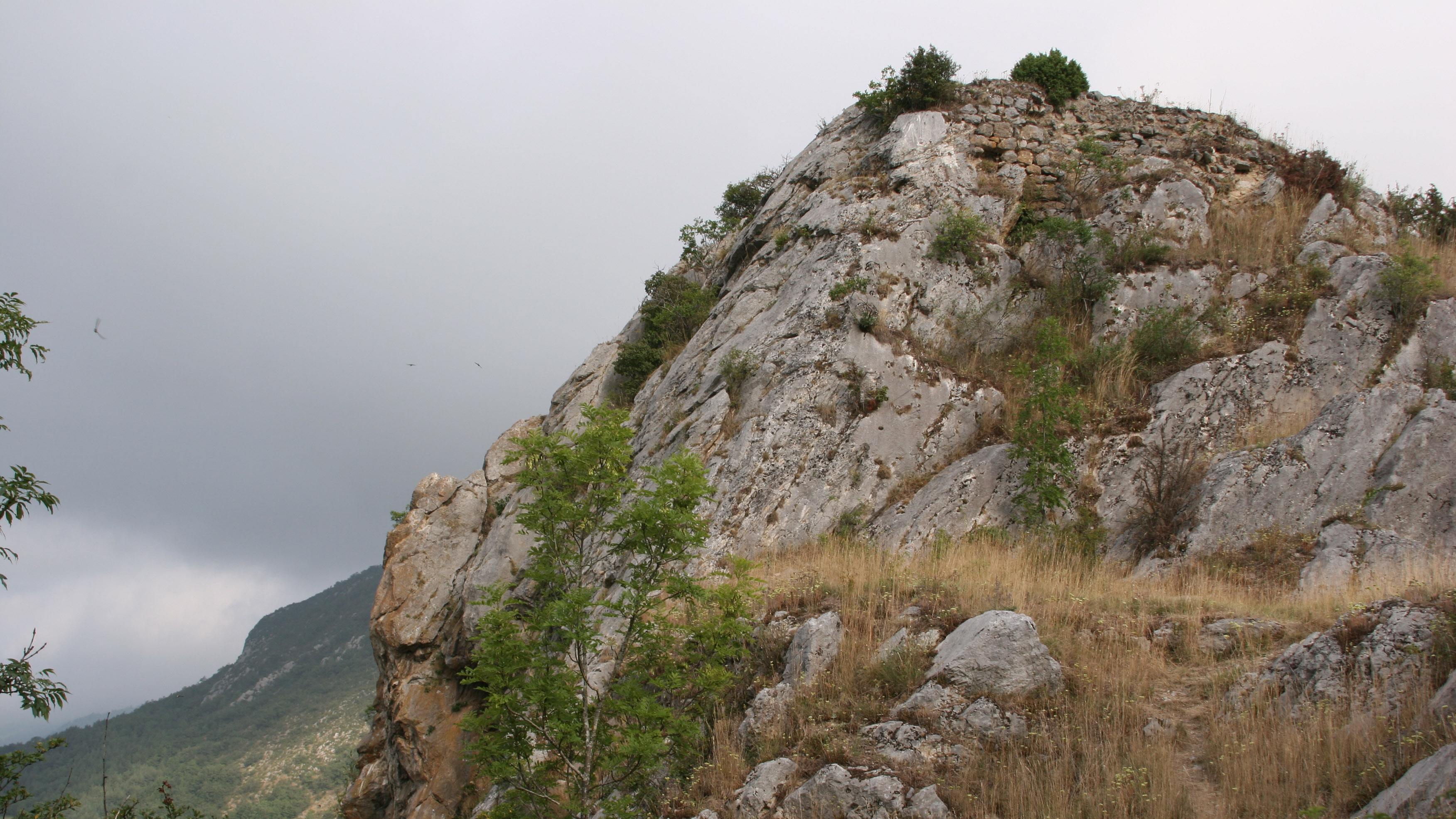
Reste de muraille.
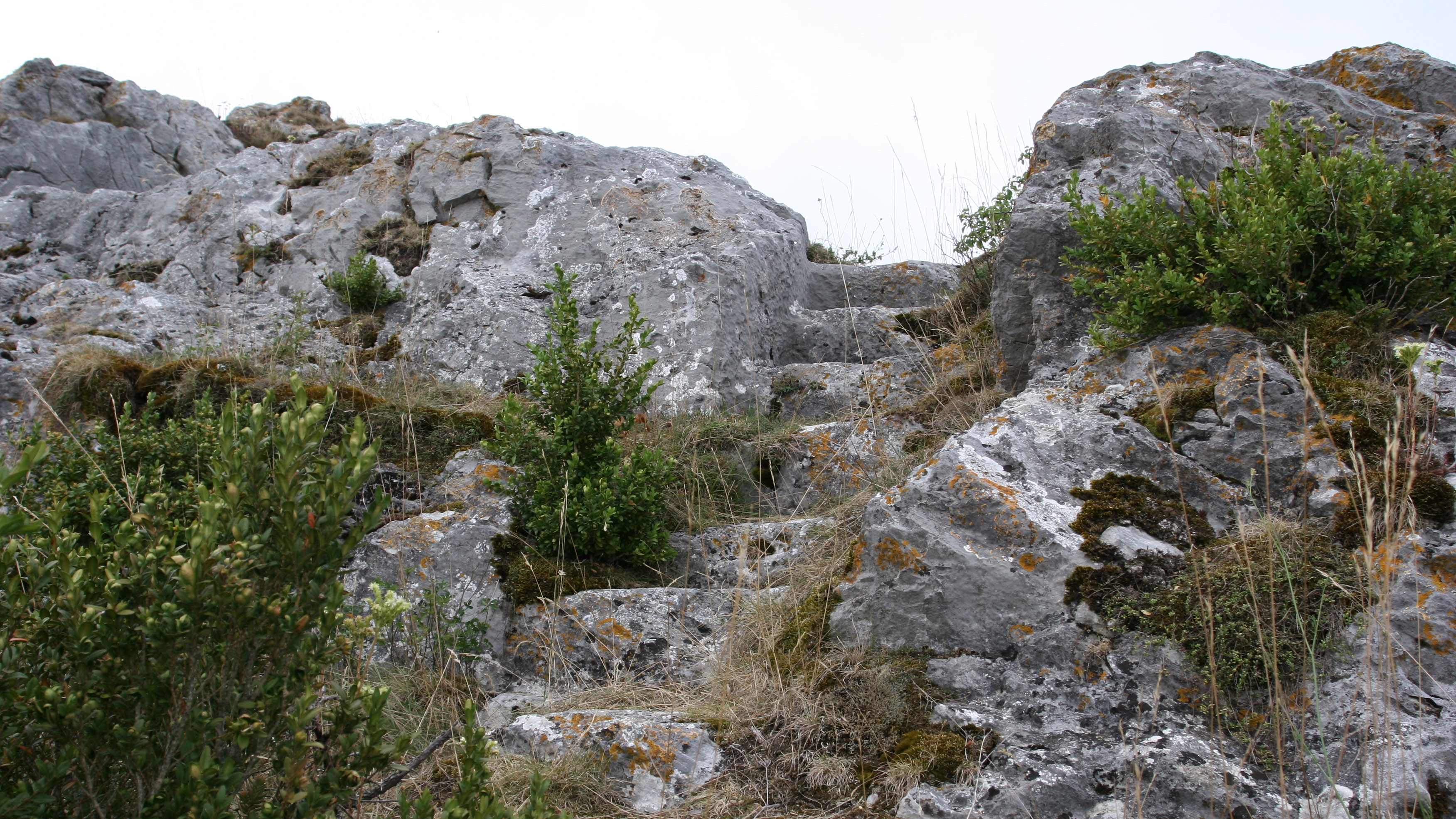
Escaliers taillés dans le roc.

- Église Saint-Étienne de Roquefeuil. Le Portail occidental a été inscrit au titre des monuments historiques en 1952[34].
- Chapelle Saint-Roch de Roquefeuil.
- Le pic des Sarrasis 1 182 m. Le vieux chemin qui relie Roquefeuil à Belcaire passe au pied de ce sommet au col du même nom. On peut y voir la "croix du facteur" sur laquelle est gravé "Baptiste Artigues facteur décédé le 11 janvier 1871 mort par le froid". On l'appelle aussi "croix du pauvre Paillassou[35][réf. incomplète]. La falaise est un site d'escalade référencé.
- Le hameau de la Benague, à 4 km, sur la route de Bélesta.

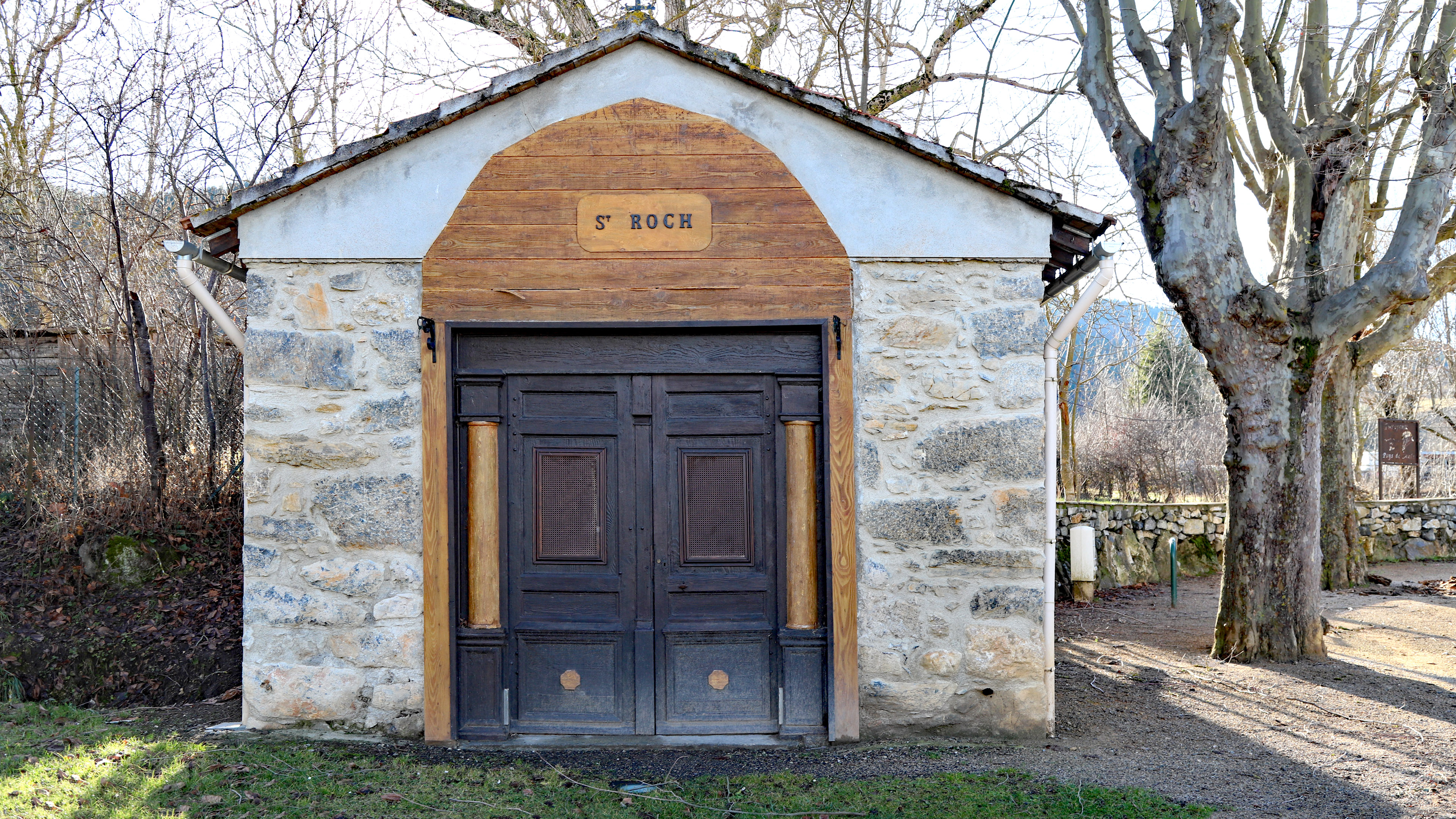
La chapelle Saint-Roch.
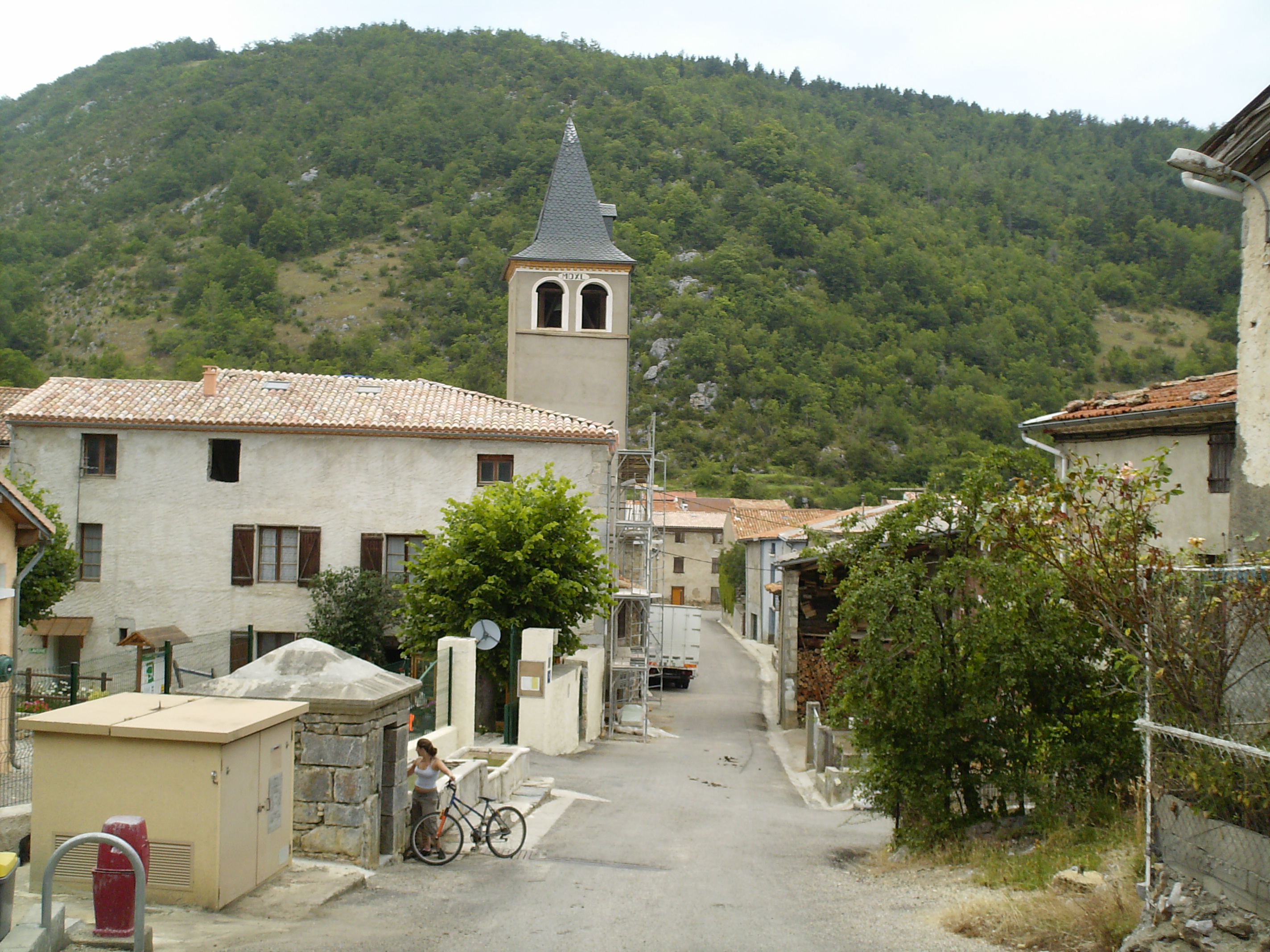
Église Saint-Étienne de Roquefeuil.
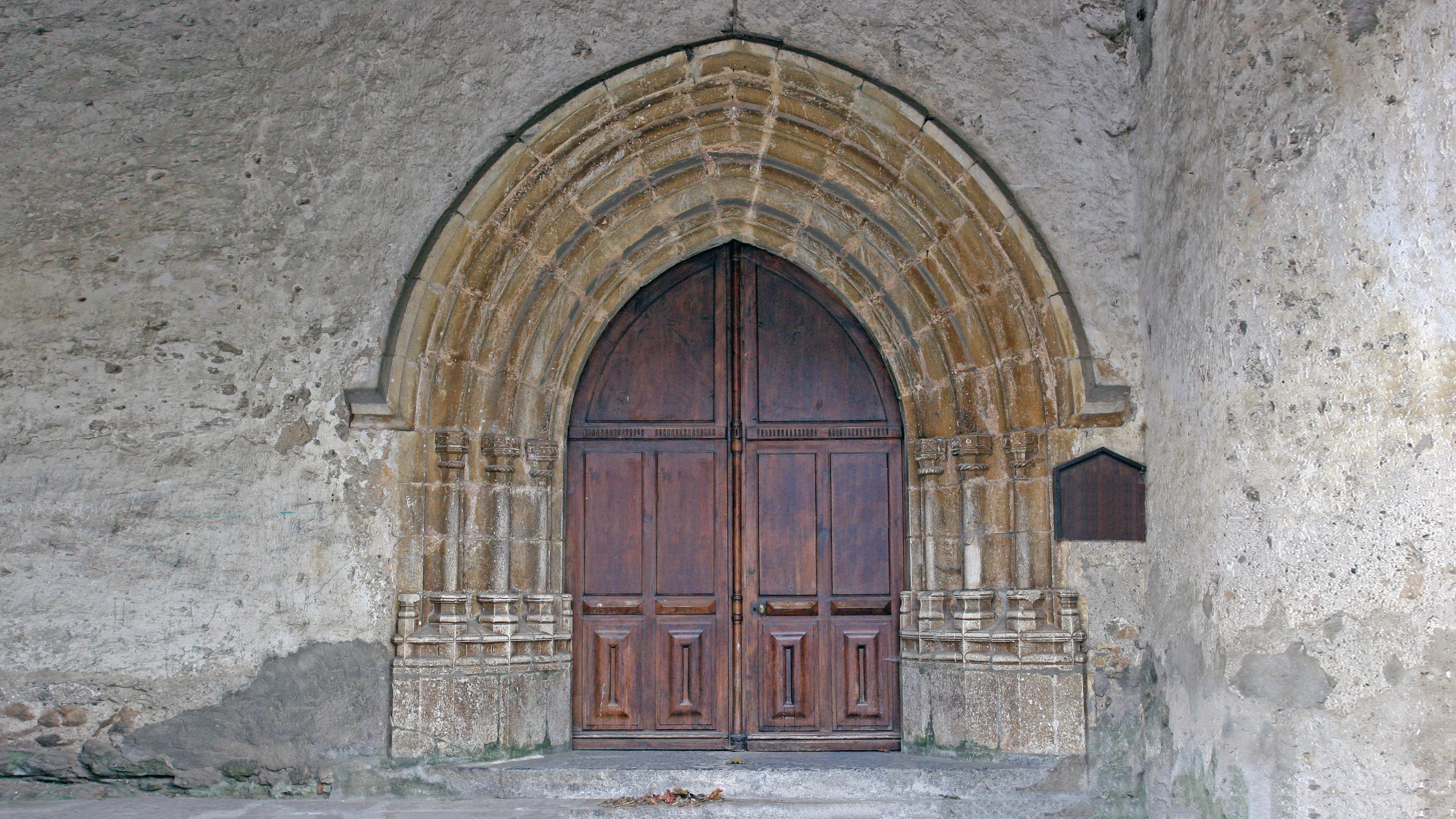
Portail de l'église Saint-Etienne de Roquefeuil.
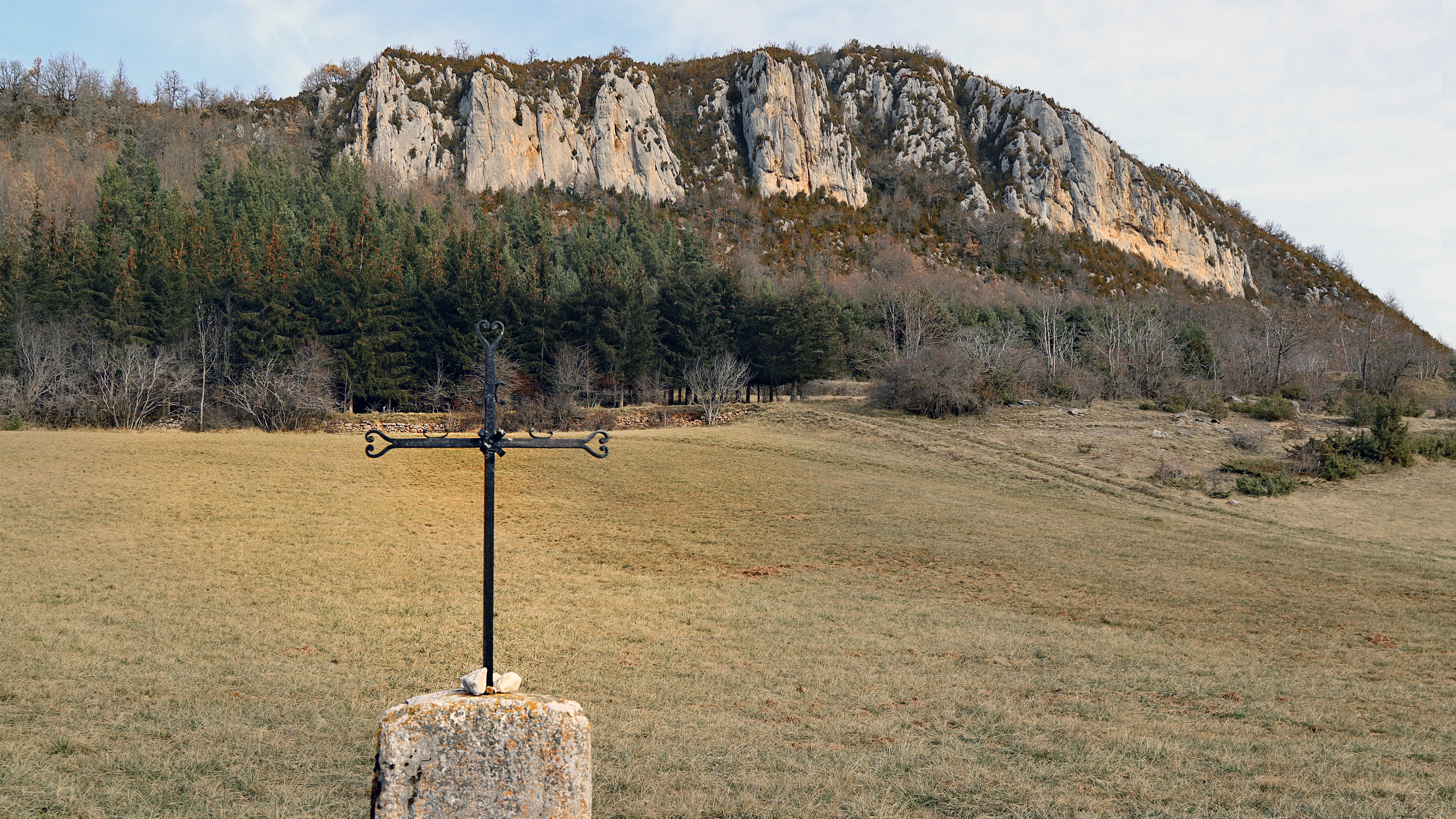
La "Croix du Facteur" et le pic des Sarrasis.

### Personnalités liées à la commune
* Raymond de Niort, fils de Guilhem, vicomte de Sault, et d’Esclamonde de Laurac, Cathare, était seigneur de Roquefeuil. Son frère aîné, Bernard-Athon de Niort, seigneur de Laurac, lui succède comme seigneur de Roquefeuil. Possesseurs du château de Niort qui était un des principaux repaires cathares, ils sont connus comme les « frères maudits ».[réf. nécessaire]
- Famille de Roquefeuil (Aude).

### Héraldique
| Roquefeuil | Son blasonnement est, tel que décrit en 1696 par Charles d’Hozier : De sinople aux trois billettes d’or posées en pal. |